# Feylinia
Feylinia är ett släkte av ödlor. Feylinia ingår i familjen skinkar.
Arterna liknar maskar i utseende. De har mycket reducerade extremiteter eller extremiteter saknas helt. Släktets medlemmar är blinda, saknar trumhinna och har en sexkantig sköld på huvudet. Några exemplar blir upp till 35 cm långa. De förekommer i centrala Afrika och lever i regnskogar. Födan utgörs av termiter. Honor lägger inga ägg utan föder levande ungar.
Arter enligt Catalogue of Life:
- Feylinia currori
- Feylinia elegans
- Feylinia grandisquamis
- Feylinia macrolepis
- Feylinia polylepis